# Заварено положение
Заварено положение описва положение, при което по-старо правило продължава да важи при някои съществуващи обстоятелства, докато новото правило важи за бъдещите такива.

## Примери

### Право
- В Конституцията на САЩ полага правилото, че президентските кандидати трябва да са родени граждани на САЩ, но завареното положение определя, че Александър Хамилтън (който не се кандидатира, но е бил предлаган от някои) би могъл да се кандидатира, макар че е роден в Западните Индии.

### Инвестиции
Завареното положение защитава инвеститорите от промени в законодателството на приемащата страна. Тя е гаранция, с оглед на правна сигурност, че фискалния режим за целия срок на инвестиционния проект ще е този уговорен със „завареното положение“.